# 苏联狙击手
苏联狙击手在第二次世界大战东线战役中有着非常重要的作用。在二战中，苏联狙击手使用装载着口径为7.62×54mmR步枪子弹的莫辛-納甘PU M1891/30狙擊步槍 ，弹夹内可以装载轻型、重型、穿甲彈（B-30）、穿甲燃烧弹、校准/燃烧弹（P3）与跟踪弹。 大部分二战中的苏联狙击手的战场作战弹药储备为120发步枪子弹。与其他国家的军队要求不同的是，苏联对狙击手没有性别限制。在1943年，苏联军队中有超过两千名女狙击手在服役。

## 军事编制
苏联与其所控制的军队的编制包括班排等级的狙击手班，通常称为「神枪手」。在其他编制中也被称为「特等射手」 。这个名字的来源是因为，常规队伍由于大量使用冲锋枪（擅长近距离，强火力战斗），失去了远距离与对方交火的能力。
苏联军队利用狙击手进行远距离压制火力与消灭远程目标，特别是利用狙击手射杀敌军领导，因为在二战中，苏联军事领袖与战争理论学家们认为，军队在战斗时要更换一个有经验的士官或者战场军官是非常困难的。并且，虽然狙击步枪对于更便宜的冲锋步枪来说更贵且不耐用，但是如果搭配上了优秀的的人员，良好的训练与好的军事原则，他们之间的成本就相差无几了。苏联也大量使用女狙击手执行任务，包括著名的女狙击手柳德米拉·帕夫里琴科与尼娜·洛伯科夫斯卡娅。在二战中，苏联利用狙击手最成功的时候是在苏联的防守战阶段（1941 - 1943），因为此时苏联作为防守方，他们的狙击手可以利用这一段优势对德军的狙击手造成强大的威胁。
在使用了德拉古诺夫狙击步枪后，苏军的狙击手部署到达了排一层的等级。这些狙击手排中的士兵由特等射手与志愿军中的优秀者组成。这些狙击手对于射中一个800米远的站立成年人大小的目标，有50%的几率命中；500米时需有80%的命中率。当距离不超过200米远时，需要有超过90%的命中率。达到这样的命中率时，狙击手不能在一分钟之内同时与两个这样的目标交火。